# Bundesstraße 306
De Bundesstraße 306 (afgekort: B 306) is een 17 kilometer lange bundesstraße in de Duitse deelstaat Beieren.
De bundesstraße begint aan de B304, en vormt hier het zuidelijk deel van de randweg van Traunstein. Vanaf hier loopt de bundesstraße via Siegsdorf naar Inzell.

## Routebeschrijving
De B306 begint op een kruisingmet de B304 in het oosten van Traunstein. De weg loopt zuidwaartsdoor het oosten van Traunstein en kruist bij afrit Traunstein/Siegsdorf de A8 verder  loopt de weg met een rondweg langs Siegsdorf en stad Inzell om in het uiterste zuiden van de stad te eindigen op een kruising met de B305.
B2 · B2a · B2R · B3 · B4 · B4R · B8 · B10 · B11 · B12 · B13 · B13n · B14 · B15 · B15n · B16 · B17 · B18 · B19 · B20 · B21 · B22 · B23 · B25 · B26 · B26a · B27 · B28 · B28a · B29 · B30 · B31 · B31a · B32 · B33 · B33a · B34 · B35 · B36 · B37 · B38 · B38a · B39 · B44 · B45 · B47 · B85 · B89 · B131n · B173 · B276 · B278 · B279 · B285 · B286 · B287 · B289 · B290 · B291 · B292 · B293 · B294 · B295 · B296 · B297 · B298 · B299 · B300 · B301 · B302 · B303 · B304 · B305 · B306 · B307 · B308 · B309 · B310 · B311 · B312 · B313 · B314 · B315 · B316 · B317 · B318 · B319 · B340 · B378 · B388 · B415 · B425 · B426 · B462 · B463 · B464 · B465 · B466 · B467 · B468 · B469 · B470 · B471 · B472 · B491 · B492 · B500 · B505 · B512 · B523 · B532 · B533 · B535 · B588 · B999